# John Seigenthaler junior
John Michael Seigenthaler (* 21. Dezember 1955) ist ein US-amerikanischer Nachrichtensprecher und Korrespondent. Er arbeitet für die National Broadcasting Company (NBC) und MSNBC.

## Leben
Seigenthaler ist der Sohn des Journalisten John Lawrence Seigenthaler. Er studierte an der Duke University in North Carolina.
Seigenthaler begann seine Karriere beim Sender WKRN-TV in Nashville als Autor und Produzent. Von 1981 bis 1990 war er ebenfalls als Autor und Produzent für den Sender WSMV-TV in Nashville tätig und moderierte eine Show. 1990 begann er bei KOMO-TV in Seattle, wo er an Wochenenden die Abendnachrichten moderierte. Bei WKRN-TV moderierte er als Co-Moderator die Nachtnachrichtensendung. Große Bekanntheit erlangte er durch seine achtjährige Tätigkeit als Anchorman der Wochenendausgabe der NBC Nightly News.

## Auszeichnungen
- Emmy Award
- Robert F. Kennedy Television News Award
- National Headliner Award
- American Bar Association Award
- Iris Award